# Middes
Middes (toponimo francese) è una frazione di 331 abitanti del comune svizzero di Torny, nel Canton Friburgo (distretto della Glâne).

## Storia

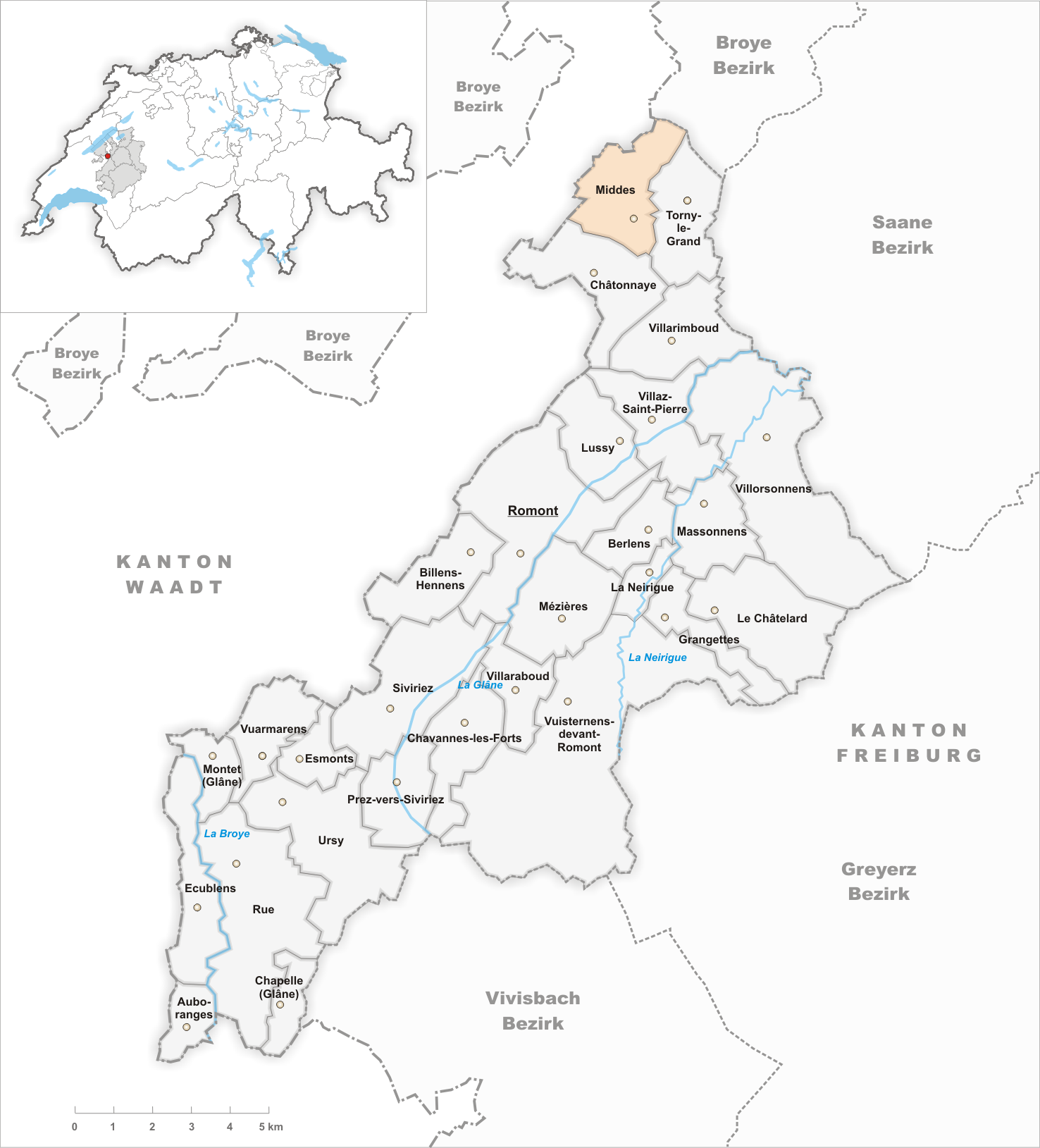
Il territorio del comune di Middes prima degli accorpamenti comunali del 2004

Già comune autonomo che nel 1848 aveva inglobato il comune soppresso di Torny-Pittet, nel 2004 è stato a sua volta accorpato all'altro comune soppresso di Torny-le-Grand per formare il nuovo comune di Torny.

## Monumenti e luoghi d'interesse

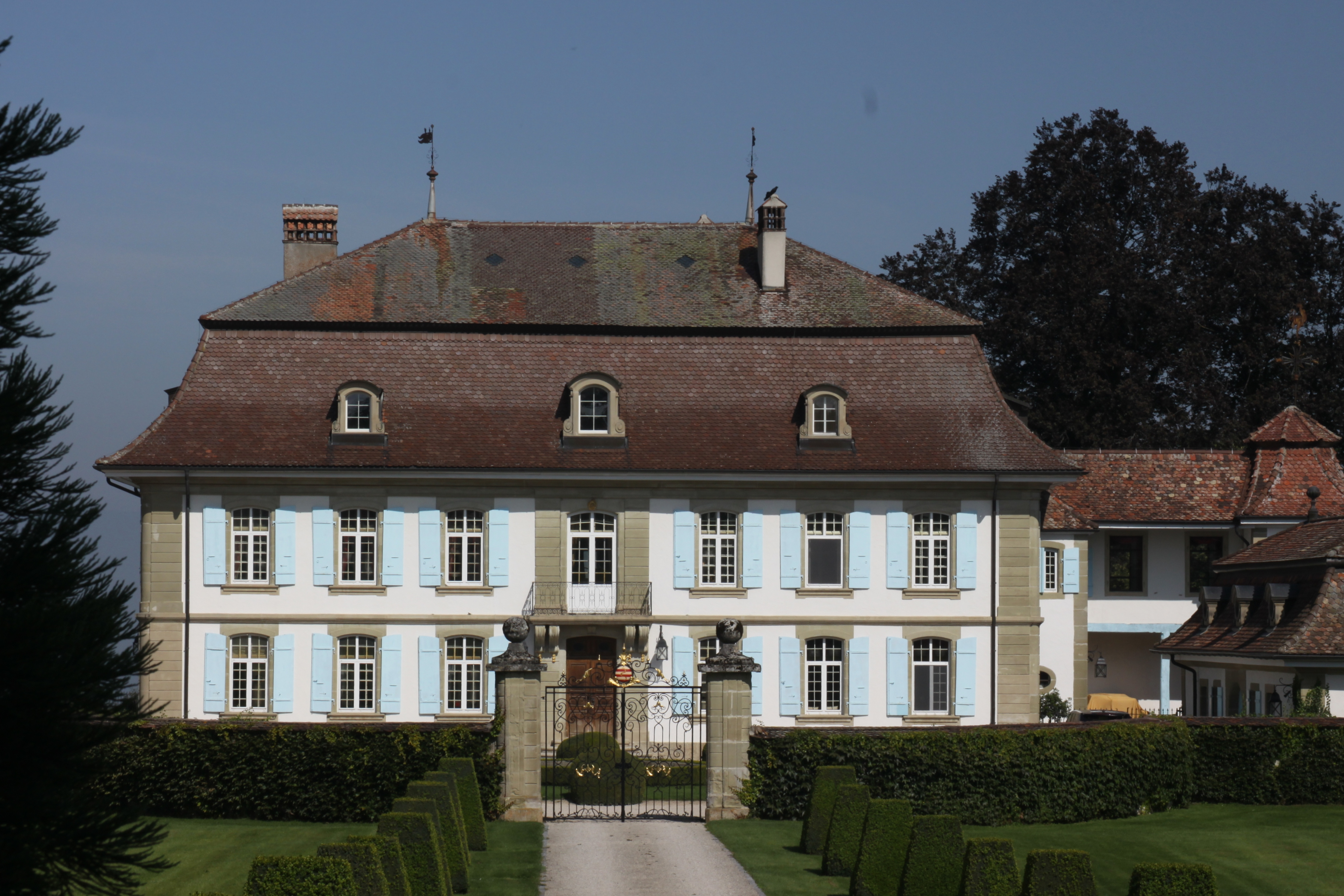
Il castello Griset de Forel

- Castello Griset de Forel, eretto nel 1748 da Johannes Paulus Nader[1].

## Società

### Evoluzione demografica
L'evoluzione demografica è riportata nella seguente tabella:
Abitanti censiti

## Amministrazione
Ogni famiglia originaria del luogo fa parte del comune patriziale che ha la responsabilità della manutenzione di ogni bene comune.